# Marco Travaglio

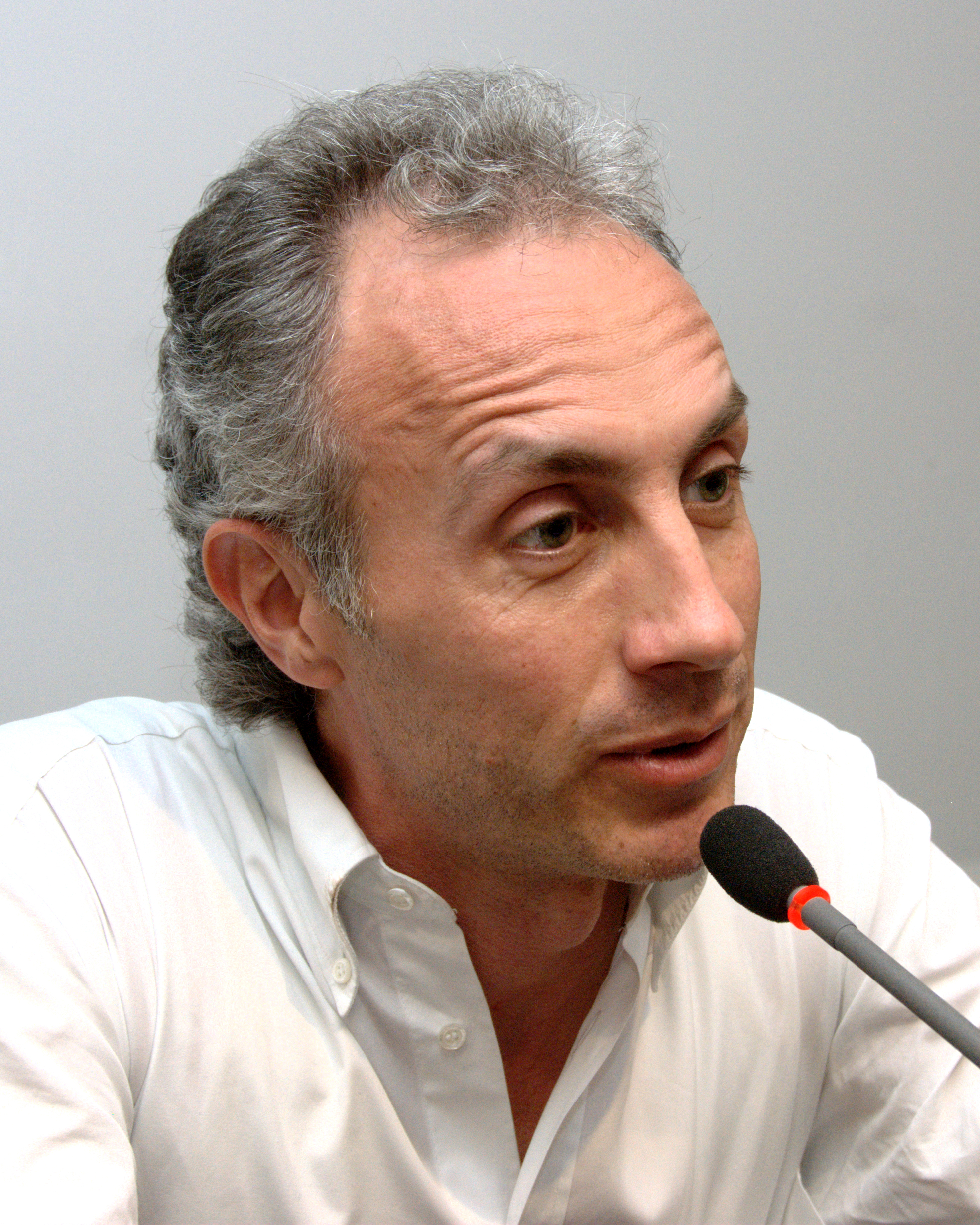
Travaglio (2010)

Marco Travaglio (* 13. Oktober 1964 in Turin) ist ein italienischer Journalist, Publizist und Schriftsteller.

## Leben
Nach dem Abitur an einem Liceo classico (Humanistisches Gymnasium) studierte Travaglio an der Universität Turin Geschichte und schloss mit der laurea in Storia contemporanea (Zeitgeschichte) ab. Seit 1987 arbeitete er für Indro Montanelli bei Il Giornale, mit ihm wechselte er 1994 zu La Voce. Seit 1992 ist er hauptberuflicher Journalist. Bei der Einstellung von La Voce 1995 wurde zunächst er freier Mitarbeiter bei verschiedenen Zeitungen (Il Messaggero, Il Giorno, L’Indipendente), seit 1998 schreibt er als fester Mitarbeiter für La Repubblica, erste Fernseherfahrungen sammelte er bei Enzo Biagi und seiner Sendung Il fatto. Beiträge von Travaglio erscheinen auch im L’Espresso, in MicroMega oder in der Unità. 
Marco Travaglio ist Mitbegründer der seit 2009 erscheinenden Tageszeitung Il Fatto Quotidiano und seit Oktober 2010 auch deren Vizedirektor. Im Februar 2015 wurde er als Nachfolger von Antonio Padellaro Direktor des Fatto. Zu seinen Themen gehören Mafia, das Spannungsverhältnis zwischen Justiz und Politik in Italien und besonders die Skandale und Missgriffe von Silvio Berlusconi und seinen engsten Mitarbeitern und Vertrauten.
In der politischen Magazinsendung servizio pubblico, die von Michele Santoro gestaltet und moderiert und von 2011 zunächst im Internet, auf lokalen Fernsehsendern und über Satellit donnerstags live ausgestrahlt wurde – von 2012 bis 2015 auf LA7 –, gab Travaglio regelmäßig eine kritische Einführung in die Themen, die behandelt wurden.

## Preise und Ehrungen
- Der Deutsche Journalisten-Verband verlieh ihm am 28. April 2009 den „DJV-Preis der Pressefreiheit 2009“.[2] Diese Entscheidung einer Jury aus sieben Mitgliedern des Verbandes wurde von Michael Konken, Vorsitzender des Deutschen Journalistenverbandes, wie folgt erklärt: „Wir zeichnen mit Marco Travaglio einen mutigen und kritischen Kollegen aus, der sich gegen alle Widerstände mit Engagement für die Pressefreiheit in Italien einsetzt“. Andere Empfänger der Auszeichnung in den vergangenen Jahren waren der Journalist Miroslav Filipovic und die russische Reporterin Olga Kitova. Filipović erhielt die Auszeichnung für seinen Artikel über die Gräueltaten gegen Zivilisten im Kosovo vonseiten der jugoslawischen Armee, während Olga Kitova für ihren Kampf gegen die Korruption in Russland geehrt wurde.

- Im Februar 2010 wurde  Marco Travaglio mit dem Premiolino, dem ältesten und renommiertesten Preis für Journalismus in Italien, ausgezeichnet. Er wird jährlich an sechs Journalisten vergeben, als Würdigung ihrer Karriere und ihres Verdiensts um die Pressefreiheit.

## Schriften (Auswahl)
- Palle mondiali; disegni di Marco Scalia. Milano: A. Mondadori 1994 (Biblioteca umoristica Mondadori) ISBN 88-04-38552-9.
- Stupidario del calcio e di altri sport; disegni di Marco Scalia Milano: A. Mondadori 1994 ISBN 88-04-38231-7.
- Il pollaio delle libertà. Firenze: Vallecchi 1995 ISBN 88-8252-046-3.
- (mit Peter Gomez): La repubblica delle banane; prefazione di Curzio Maltese; Roma: Editori Riuniti 2001 ISBN 88-359-4915-7.
- (mit Elio Veltri): L'odore dei soldi. Origini e misteri delle fortune di Silvio Berlusconi. Roma: Editori riuniti 2001 ISBN 88-359-5007-4.
- Montanelli e il cavaliere: storia di un grande e di un piccolo uomo. Prefazione di Enzo Biagi, Milano: Garzanti 2004 ISBN 88-11-60034-0.
- Berluscomiche. Bananas 2 la vendetta: le nuove avventure del cavalier Bellachioma dal kapo al kappao; prefazione di Antonio Padellaro. Milano: Garzanti 2005 ISBN 88-11-59765-X.
- Bananas: un anno di cronache tragicomiche dallo stato libero di Berlusconia; Milano: Garzanti 2007 ISBN 9788811679219.
- La scomparsa dei fatti: si prega di abolire le notizie per non disturbare le opinioni, Milano 2007 u. ö.
- Per chi suona la banana: il suicidio dell'Unione Brancaleone e l'eterno ritorno di Al Tappone. Milano: Garzanti 2008 ISBN 9788811740971.